# Jackpot

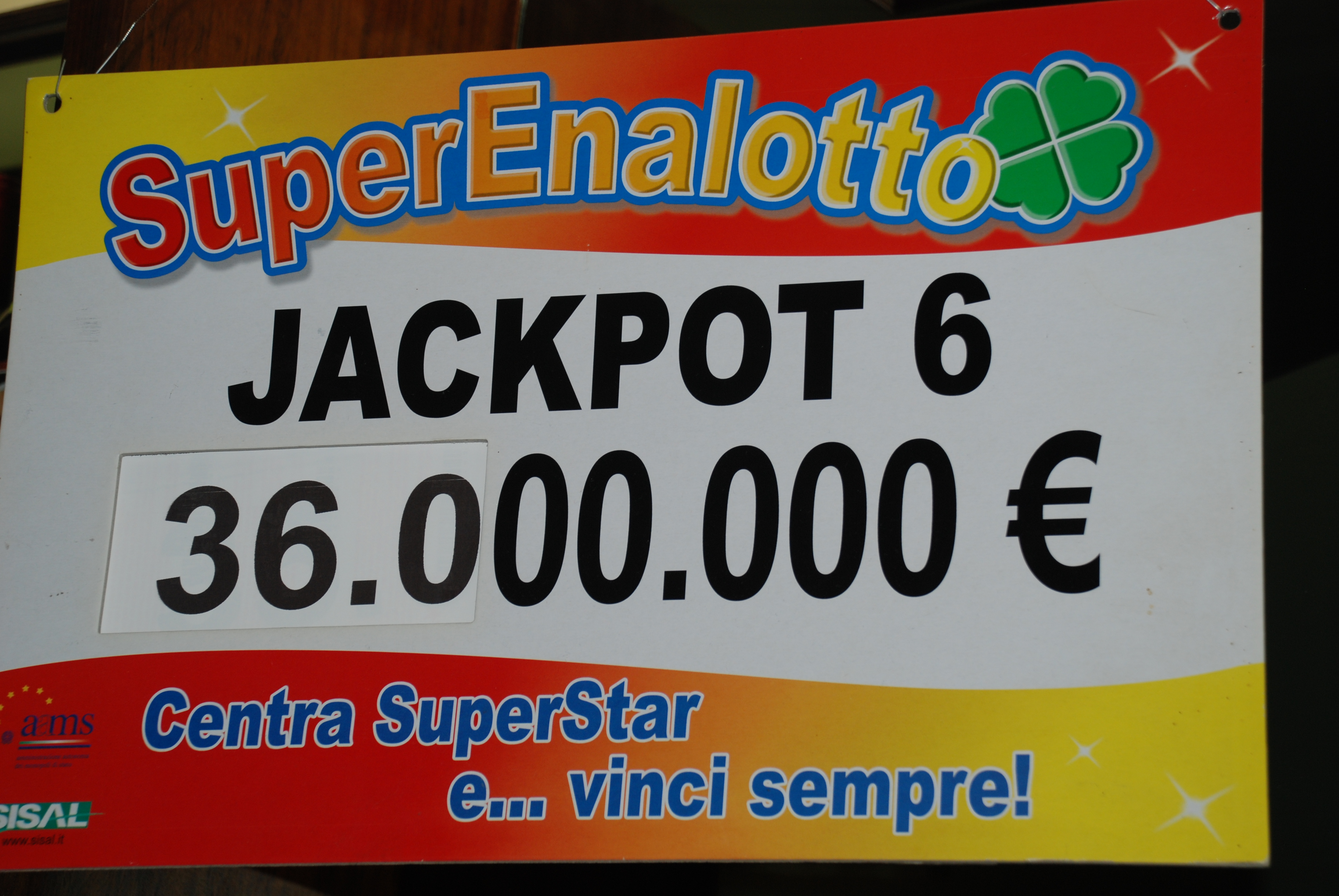
Beispiel eines Jackpots, Italien 2008

Der Anglizismus Jackpot (amerikan. jack = Bube; pot = Topf, Sammelgefäß) stammt aus dem Kartenspiel Poker und hat später auch bei anderen Glücksspielen Einzug gehalten, bei denen der Begriff Spieltopf als Synonym verwendet wird.

## Poker
Beim Jackpot handelt es sich dabei um eine spezielle Eröffnungsvariante des Draw Poker. Die Spieler zahlen vor dem Austeilen der Karten einen vereinbarten Betrag (Ante) in den Pot, meist die Tischmitte, wo alle Einsätze der Spielrunde liegen. Nun teilt der Geber die Karten an die einzelnen Spieler aus und befragt anschließend die Spieler der Reihe nach, ob einer von ihnen mindestens zwei Buben (amerikan. jacks) erhalten hat. Der erste Spieler, auf den dies zutrifft, eröffnet das Spiel. Sollte kein Spieler diese Bedingung erfüllen, ist diese Spielrunde beendet, die Einsätze bleiben im Jackpot, und die Karten werden erneut ausgegeben. Der Jackpot bleibt so lange bestehen, bis ein Spieler eine Pokerrunde erfolgreich – mit dem Gewinn des gesamten Jackpots – abgeschlossen hat.

## Lotto
Der Begriff Jackpot findet auch bei anderen Glücksspielen Verwendung, wie zum Beispiel bei staatlichen Lotterien. Damit sind allgemein Spieleinsätze gemeint, für die keiner der teilnehmenden Spieler die Gewinnbedingungen erfüllt und die bei der nächsten Ausspielung zusätzlich an die Gewinner ausgezahlt werden. Wenn mehrmals hintereinander keine Gewinnsituation für den Jackpot eintritt, erhöht sich dieser immer weiter, und die Mitspieler haben bei gleicher Gewinnchance die Aussicht auf einen größeren Gewinn.
Der höchste Jackpot in der deutschen Lotto-Geschichte betrug 38.455.999,20 Euro. Zusammen mit 5 % der Spieleinsätze für die Ziehung vom 5. Dezember 2007 wurden somit in der 1. Gewinnklasse (6 Richtige mit Zusatzzahl) rund 45,3 Mio. Euro an drei Gewinner ausgeschüttet. Die werbewirksame Behauptung der Lotterie-Gesellschaften, dass der Jackpot in den letzten Tagen vor der Ziehung auf über 43 Mio. Euro angestiegen sei, ist nach obiger Definition unrichtig.
In Deutschland kann der Jackpot im Deutschen Lotto- und Totoblock jedoch aufgrund einer Regelung nicht unbegrenzt oft erhöht werden. Bis zum 23. September 2020 galt die Regelung, dass die Gewinnsumme auf die nächstniedrigere Gewinnklasse übertragen wird, falls in 12 (bis 2009: 14) aufeinanderfolgenden Ziehungen kein Gewinner in der betreffenden (i.a. der höchsten) Gewinnklasse ermittelt wurde; dieses Vorgehen wird als Zwangsausschüttung bezeichnet. Seit der Änderung sind nicht mehr die Wochen entscheidend, in denen der Jackpot nicht gewonnen wurde, sondern die Höchstsumme von 45 Millionen Euro. Beim Eurojackpot wurde diese Zwangsausschüttung abgeschafft.
In den USA sind die Jackpots gewöhnlich um ein Vielfaches größer, als sie in Deutschland jemals werden. Der bisher höchste Jackpot wurde am 18. Mai 2013 geknackt und lag bei 590,5 Millionen US-Dollar. Nach 13 Rollovern, die den Jackpot jedes Mal weiter steigen ließen, gewann die 83-jährige Gloria MacKenzie die riesige Summe. In den USA ist es üblich, dass die Steuern noch von der Gesamtgewinnsumme abgezogen werden müssen. Die 590,5 Millionen US-Dollar können also als Bruttogewinnsumme bezeichnet werden. Das besondere an diesem Jackpot war, dass eine Person die komplette Gewinnsumme gewonnen hat.
Der zweithöchste Jackpot der USA wurde am 28. November 2012 von zwei Personen geknackt. Im Jackpot waren 587,5 Millionen US-Dollar, die erst nach 15 Rollovern ausgeschüttet wurden. Dabei konnten sich zwei Gewinner die Summe teilen. Einer der Spieler kam aus Missouri, der andere aus Arizona. Der dritthöchste Jackpot wurde 2006 geknackt. Zu dem Zeitpunkt waren 365 Millionen US-Dollar nach 18 Rollovern im Jackpot und gingen nach Nebraska.

## Spielautomaten
Auch bei Spielautomaten (einarmiger Bandit) in einer Spielbank ist dieser Begriff gebräuchlich, wenn mehrere Automaten in der Spielbank (lokaler Jackpot, Hausjackpot) oder sogar Automaten aus mehreren Spielbanken (landesweiter Jackpot, z. B. Bayern-Jackpot) zusammengeschaltet sind. Von jedem Spieleinsatz wird ein bestimmter Anteil in den Jackpot gelegt, der an einem Automaten gewonnen werden kann.